# Museo del Grabado de Goya
Le Museo del Grabado de Goya (« Musée de la gravure de Goya ») à Fuendetodos (Saragosse, Espagne) est un musée consacré aux gravures réalisées par Francisco de Goya. Il est situé juste à côté de la maison natale du peintre, à 44 km de Saragosse, et a été inauguré en 1989.

## Maison
Il s'agit de la maison natale de Francisco de Goya et est une modeste maison de paysans du XVIIIe siècle. Elle est décorée en conséquence et présente une documentation graphique.
Elle est composée d'un vestibule, d'un salon et d'une cuisine, et ne dispose pas d'étage.

## Musée
Le musée est situé dans un édifice typique du village, construit en pierre et remodelé pour sa nouvelle utilisation comme musée. La Diputación Provincial de Saragosse et la mairie de Fuendetodos ont financé la restauration de l'édifice et le musée a été inauguré en avril 1989.
Cet édifice est en réalité une maison typique du Haut Aragon qui a été récupérée. Elle est composée de trois étages : le rez-de-chaussée avec le vestibule, la cuisine, des pièces agricoles et un petit patio avec un puits ; le premier étage est composé de quatre salles et le deuxième étage est un grenier. L'exposition se trouve aux deux étages tandis que le rez-de-chaussée est occupé par la réception, le magasin, les bureaux et une petite salle qui accueille des expositions temporelles.
Le musée renferme 4 collections permanentes :
- Los caprichos
- Les Désastres de la guerre
- La tauromaquia
- Disparates

Le premier étage expose 22 estampes de la série des Disparates, 40 estampes de la série de La Tauromaquia et 82 estampes des Désastres de la Guerre, tandis que le second présente 80 gravures de la série des Caprices. Elles ont été élaborées grâce à plusieurs dons d'œuvres de la part d'artistes de renom à partir de leur mise aux enchères.